# Горан М. Тодоровић
Горан М. Тодоровић (Ковин, 17. мај 1963) је српски шаховски велемајстор.

## Каријера
Горан М. Тодоровић је постао међународни мајстор шаха 1990. а велемајстор 1997. године.
2009. победио је на турнирима у Параћину, Крагујевцу и Чачку.